# Kid A
《Kid A》는 영국의 얼터너티브 록 밴드 라디오헤드의 네 번째 스튜디오 음반으로, 팔로폰 레코드를 통해 2000년 10월에 발매되었다. 음반은 전 세계적으로 상업적 성공을 거뒀으며, 발매 첫 주 영국에서 플래티넘 인증을 받았다. 싱글이나 뮤직 비디오의 공식적인 홍보 부족에도 불구하고 음반은 미국에서 1위를 차지한 라디오헤드의 첫 음반이 되었다. 이러한 성공에는 독특한 흥보 방식, 음반의 인터넷 유출과 밴드가 1997년에 발표한 《OK Computer》의 다음 음반이라는 기대 등 다양한 요인이 작용하였다.
음반 녹음은 파리와 코펜하겐, 글로스터셔, 옥스퍼드에서 음악 프로듀서인 나이젤 고드리치와 함께 진행하였다. 이 앨범은 라디오헤드에게 작곡과 작사 모두 실험적인 방식이였다. Kid A는 그들의 초기의 성가적인(Anthemic) 록 음악 양식에서 좀더 전자 음악으로 대체되었으며 크라우트록, 재즈, 20세기 클래식 음악에 영향을 받았다. 라디오헤드는 3개의 기타 라인업에서 키보드와 옹드 마르트노, 현악과 금관악기같은 다양한 악기들로 범위를 넓혔다. 스탠리 돈우드와 톰 요크는 앨범과 함께 블립(blips)이라고 불리는 단편 애니메이션 연작을 공개하였다.
음반은 그래미상에서 베스트 얼터너티브 뮤직 음반상을 수상하였으며 올해의 음반상 후보에 올랐다. 또한 청취자들에게 다양한 구성의 언더그라운드 음악으로 호의적인 반응을 이끌어냈다. 하지만 밴드의 새로운 방향성에 일부 비평가와 팬들에게 엇갈린 반응을 받았다. Kid A는 주요한 음악 평단에서 일반적으로 호의적인 평을 이끌어냈다. 몇몇 평단에선 앨범을 2000년대의 최고의 앨범이나 최고의 앨범(among the greatest of all time)으로 평가했다. Kid A는 세계적인 매출로는 사백만장 이상을 팔았다.

## 배경
1997년 OK Computer 앨범의 비평적, 상업적 성공 이후로 라디오헤드는 정신적으로 탈진상태였었다. 특히 작곡가 톰 요크는 신경 쇠약질환을 앓고있었다. 톰 요크는 라디오헤드 스타일이 계속 복제 되는것에 문제를 느꼈으며 인터뷰에서 자신의 음악은 냉장고 소음처럼 끊임없이 소음을 만들어낼 것이라고 비꼬았으며, 직설적으로 음악 산업에 적대적인 태도를 보였었다. 톰 요크는 작곡 슬럼프에 고통받고 있었다. 그가 말하길 매 순간 기타를 드는게 악몽이였고 16마디 정도 작곡하고 나서 서랍에 보관한뒤에 다시 보고 찢어 버렸다고 한다.
톰요크는 록음악의 신화라는 환상에 점점 환멸을 느끼기 시작했으며 다양한 장르의 음악을 접하려고 노력하였다. 그는 특히 에이펙스 트윈과 오테커(Autechre)같은 워프 레코즈 소속의 전자 음악가들의 음반들을 듣기 시작하였다. 톰은 인터뷰로 이 음악을 접하며 음악의 구조와 비인간적인 목소리에 독창적인 신선함을 느꼈으며 기타 음악에서 느낄 수 없는 고유한 정서의 영역을 느꼈다고 한다. 베이스 주자인 콜린 그린우드는 인터뷰로 라디오헤드는 모든 것을 바꾸길 원했으며 다른 기타 밴드들은 유사한 음악으로 동어 반복할 때 라디오헤드는 그곳에서 벗어나길 원했다고 한다.

## 녹음작업과 프로덕션

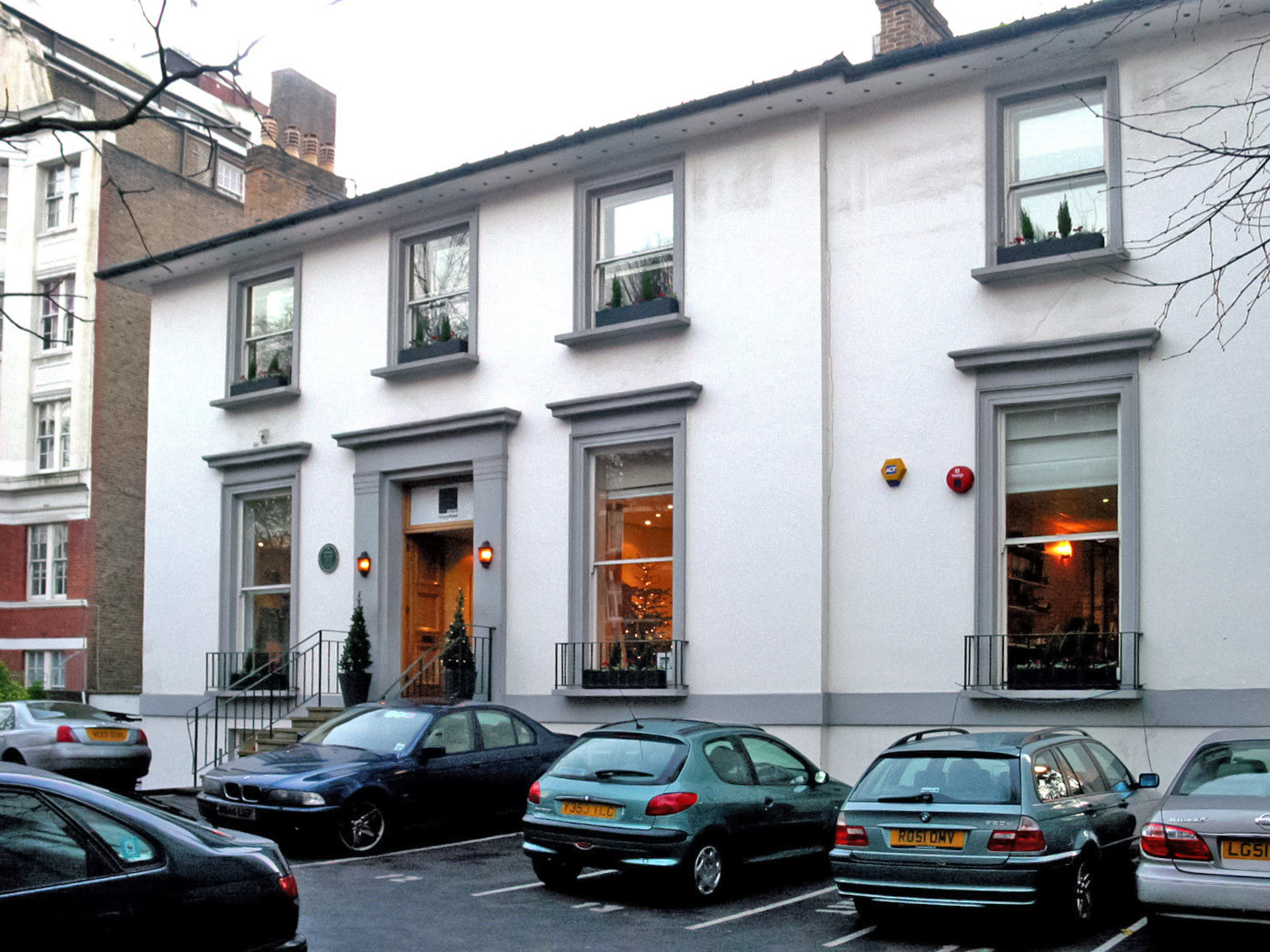
마지막 믹싱을 한 장소인 애비로드 스튜디오

이른 1999년 라디오헤드는 앨범 작업에 착수하였다. 라디오헤드 일원들은 각자 음악적 방향으로 다른 생각을 갖고있었으며 기타주자인 에드 오브라이언은 3분 분량의 기타 팝송 음악에서 당장 벗어나길 원했으며 톰 요크는 라디오헤드의 지난 록 음악은 잘못된 방향으로 가고있지만 새 음악엔 반드시 리듬과 멜로디가 필요하다고 느꼈다고한다. 톰 요크는 엑세터(Exeter)대학에서 테크노 음악 밴드에 참여하고 DJ를 했던 경험과 대부분을 전자음악을 듣기 시작하며 그 독창적인 감정의 영역에 매료되었고 톰은 새로운 앨범에서 그의 목소리가 주요한 역할을 하는 대신 자신의 목소리를 악기처럼 사용하려는 생각을 했다고 한다.
Kid A 녹음은 OK Computer의 프로듀서 나이젤 고드리치와 함께 레이블의 마감일 제한 없이 시작되었다. 밴드에서 가장 핵심적인 역할을 하는 톰 요크는 슬럼프를 겪고 있었으며 그의 노래들은 불안정했고, 드럼 머신으로 좀 더 리듬이 입혀졌으며, 모자 속에서 가사의 조각을 꺼내어 무작위로 조합하였다. 밴드는 간단하게 리허설을 끝낸뒤 파리의 녹음실에서 녹음을 하였으나 작업이 불만족스러워 몇 개월뒤에 2주동안 코펜하겐의 메들리(Medley) 녹음실에서 작업하였다. 초기 1999년에 쓰여진 어떤 곡들은 원곡과 완전히 다른 곡으로 변형되었기도 하였다.(In Limbo는 원곡이였던 Lost At Sea에서 변형되었다.) 그러나 이 기간 동안 라디오헤드는 별 다른 작업의 진척이 없었다.
2003년 시카고 트리뷴지의 인터뷰에서 에드 오브라인은 온라인 스튜디오 일지로 앨범의 기록을 시작했다고 한다.
"우리는 연주를 하거나 연습을 해서 점점 휼륭한 라이브 공연에 도달하는 것보단 녹음실에서 마구잡이로 작곡을 하거나 무언가를 만들거나 해서 휼륭한 것으로 도달하길 원했다. 우리들 중 누구도 기타를 앨범에 연주하지 않았으며 각자의 작업의 영역에 제한을 두지 않았으며 협동적인 작업으로 임했다. 그런데 갑자기 우리들은 매시브 어택이 했던 것처럼 해방감과 기회를 얻게 되었다. 어려운 작업의 해답은 곡들에 평소에 쓰던 악기들을 언제나 쓸 필요도 없었으며 언제나 어떤 악기라도 쓸 수 있다는 것으로 이 불안정한 것을 극복한다면 휼륭한 것에 도달할 수 있는 것이다."
그 후 에드 오브라이언은 이 기간 동안 라디오헤드 음악의 변화에 대해 만약 음악 스타일을 바꾸고싶다면 방법론자체를 바꿔야하며 이것은 두럽고 불안정한 기분을 주면서 기타주자가 기타도 드럼도 없는곡을 완성해야 하는 것이라고 설명하였다. 드럼 연주자인 필 셀웨이 또한 녹음과정에 적응하기에 어려움을 겪었다고한다.
밴드는 옥스퍼드 스튜디오에서 오랫동안 계획을 짜고 글로스터셔 주에 있는 맨션에서 녹음을 1999년 4월부터 재개하였고 1999년 9월에 종료하였다. 톰 요크가 제시한 새로운 음악적 방향으로 가기 위해 밴드는 새로운 악기를 실험해보고 악보 없이 작곡에 참여하는 법을 익혔다. 밴드는 차차 톰 요크가 음들을 합성하려는 의도를 이해하게 되었다. 라디오헤드는 또한 디지털 악기인 프로 툴스와 큐베이스를 그들의 앨범에 적용하려고 하였다. 에드 오브라이언은 기술의 발전으로 모든건 개방되어 있고 변수는 무한하다는 말을 남겼다. 한해가 끝나갈 쯤에는 Kid A의 곡을 포함한 여섯곡이 완성되어 있었다.
초창기 2000년 라디오헤드의 멤버 조니 그린우드는 세인트 존스 돌체스터 성당(Dorchester Abbey)에서 How to Disappear Completely 현악배열을 작곡한, 유일하게 음악 이론을 배운 사람이였다. 그는 또한 초기의 전자악기인 옹드 마르트노로 Optimistic과 The National Anthem을 녹음하였다. 톰 요크는 The National Anthem에서 베이스를 연주하였다. 녹음당시엔 The National Anthem은 Everyone이란 제목으로 쓰여졌다. 또한 이 곡은 OK Computer의 비 사이드(B-Side)에 수록될 예정이였다. 그러나 톰 요크는 재즈 음악가인 찰스 밍거스(Charles Mingus)의 금관악기 연주에 영감을 받고 Kid A에서 재녹음을 시도하였다. 그리고 톰과 조니 그린우드는 "교통마비"의 소리를 재즈 음악가들에게 요구하며 지휘하였다고 한다. 곡 Idioteque는 모듈러 신시사이저(Modular synthesizer)로 드럼머신의 패턴을 만들었다. 조니 그린우드는 혼란스러운 느낌을 주기 위해 파운드 오브제(Found object)와 샘플링으로 실험을 하였다. 조니 그린우드는 그렇게 50분 분량의 미완성된 녹음을 톰 요크에게 주었다. 톰 요크는 앉아서 50분간 음악을 들었을 때 의아해했지만 40초간의 녹음의 특정 부분에선 휼륭하다고 판단하여 잘라내서 Idioteque에 삽입시켰다. BBC 라디오 프로그램 믹스 잇(Mixing It)에 인터뷰를 한 조니 그린우드는 Idioteque의 4현의 길이(four-chord phrase)의 곡이 어디서 온 것인지를 기억해낼 수 없었다. 그는 그가 직접 신시사이저로 완성했을 거라 생각했었다. 그러다 1973년 Electronic Music Winners에 폴 랜스키(Paul Lansky)의 컴퓨터 음악인 마일드 운트 레저("Mild Und Leise")에서 샘플을 가져왔다는 것을 깨달았다.
"우린 며칠에 걸쳐서 작곡을 끝내고 난 뒤에 다시 들어보니 4개의 음이 분명하게 들렸죠. 그래서 폴 랜스키라는 사람을 찾아야 했어요. 이 곡은 1974년 학생 시절에 작곡한 거라 흥미로운 것이였죠. 지금은 그가 무엇을 하는지, 지금은 음악가인지, 그리고 무엇을 하는지 알 수가 없었어요. 그리고 이 앨범은 1974년 '최고 전자음악 학생경시대회' 녹음이에요. 그리고 그가 프린서턴에 음악 교수로 있다는 걸 알았죠. 그래서 우리는 편지로 설명하고 무엇을 했는지 이야기했어요. 저는 조금 부끄러웠는데 우리가 만든 편집된 녹음을 보여주니 그가 다행히 좋아해 하더군요."
또한 Idioteque는 Electronic Music Winners LP에서 아더 크레이거(Arthur Kreiger)의 Short Piece라는 곡을 샘플링해서 사용하였다. 지금 아더 크레이거는 코네티컷 대학의 음악 교수로 활동 중이다.
이런 음악적 방향의 급전환에도 불구하고 콜린 그린우드는 여전히 라디오헤드는 록 밴드라고 정의하였다.
라디오헤드는 2000년 봄이 되자 거의 30곡이 되는 새 곡들의 녹음을 마쳤다. 밴드는 앨범을 2장 동시에 내거나 EP앨범 여러장으로 발매할까 고려했으나 여러 곡 중 만족스러운 곡들만 찾아내기 위해 노력하였다. 그리고 라디오헤드는 많은 곡들을 다음 앨범 Amnesiac (2001)에 맞게 떼어놓았다. 당시 톰 요크는 앨범의 트랙리스트 넘버링에 대해 고민하고있었다. 라디오헤드는 앨범곡 순서로 논쟁이 오고갔다. 기록에 의하면 그들은 불화로 밴드 해체 직전까지 갔었다고 한다. 런던 애비 로드 스튜디오에서 마지막 오디오 믹싱은 나이젤 고드리치가 맡았으며 오디오 마스터링은 크리스 블레어(Chris Blair)가 맡았다.

## 흥보와 판매

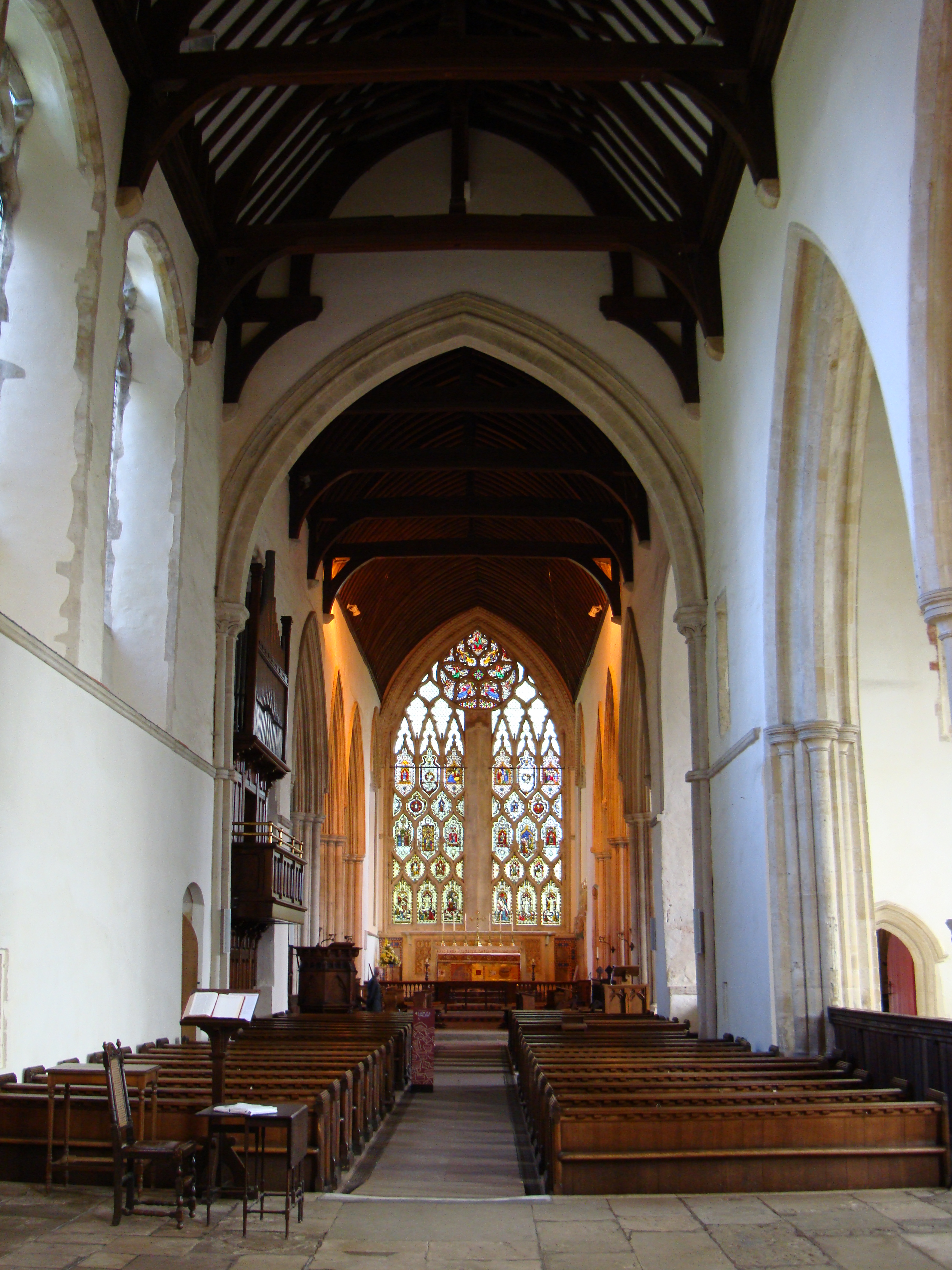
How to Disappear Completely 현악부분을 옥스퍼드 주의 돌체스터 성당에서 녹음하였다

녹음을 끝낸 후 라디오헤드는 자신의 소속 음반사인 EMI과 함께 흥보 계획을 준비하였다. EMI 경영진들은 새 녹음에 만족했지만 한편으론 구매자가 신용할 수 있게 하는 사업적 도전이였다. 한편으론 평단에선 Kid A가 흥미를 끌고 있었는데 스핀 지에서는 너바나의 앨범 In Utero 이후로 기대되는 록 앨범으로 소개했다. 기타리스트인 에드 오브라이언의 말에 의하면 이번 새 앨범에는 과대광고를 절제했다고 한다.
후반 1990년대에 음반사 캐피톨 레코드(미국)와 팔로폰(영국)은 인터넷을 통해 비관습적인 방식으로 앨범 홍보를 하였다. 짧은 분량의 뮤직비디오인 블립(Blips)은 온라인으로 자유롭게 배포할 수 있게 하였으며 음악방송의 프로그램 사이에도 방송이 되었다.
라디오헤드는 비록 Optimistic과 몇몇곡들은 라디오에서 방송되었으나 Kid A의 공식적인 싱글을 내놓지 않기로 결심했다. 톰 요크는 예술적 진실성(artistic credibility)으로 Kid A를 만들지는 않았지만 확대 해석된 평론에 스트레스를 받고 있었다. OK Computer 출시 이후로 과도한 관심으로 톰 요크는 신경쇠약을 겪었기에 그는 Kid A를 공식 발매하는 걸 망설였다. 시간이 지난 뒤 톰 요크는 라디오에 라디오헤드의 음악을 듣는 즐거움 때문에 싱글을 발매하지 않는 걸 후회했다.
2000년 여름 초 라디오헤드는 Kid A와 Amnesiac의 곡을 처음 연주하는 짧은 지중해 투어를 한다. 2000년 중순 Kid A라는 앨범 제목이 공식 발표된 이후 허가 없이 녹음된 공연 부틀렛 녹음이 P2P 프로그램인 냅스터를 통해 공유되었다. 톰 요크는 "냅스터를 사용하지 않는다"라는 말은 했었지만 음악 산업에는 보기 힘든 음악에 대한 열정이라 평했다. 베이시스트 콜린 그린우드는 바르셀로나에 공연한 뒤 다음날 냅스터에 전체 공연이 올라왔었다고 했다. 3주 뒤 이스라엘에서 공연할 쯤에는 관객들이 새로운 노래 제목을 알고 있어서 놀라웠다고 한다. Kid A 앨범은 전 세계 발매 전에 유출되어 수백만명이 다운로드 했을 것으로 추정되었으며 약한 판매 수익을 얻을 것으로 예상되었다.
유럽에선 12만 장의 CD의 결함으로 EMI에서 회수하여 2000년 10월 2일로 앨범 발매가 지연되었다. 그러나 Kid A는 영국, 미국, 캐나다, 프랑스, 아일랜드, 뉴질랜드에서 앨범 판매 순위 1위로 데뷔하였다. 영국 뮤지션이 미국 순위에서 1위를 달성한 경우는 3년만이였으며 라디오헤드의 첫 미국 탑 20위 앨범 순위권에 들어간 경우였다. 여기엔 앨범 누출로 P2P의 분배로 인한 입소문의 효과도 앨범 판매에 도움을 주었다는 해석이 있었다.
2000년대 후기 라디오헤드는 기업 로고가 들어가지 않은 커스텀 텐트를 제공하는 유럽 공연 투어로 대부분 신곡을 연주했다. 10월이 되자 라디오헤드는 새터데이 나이트 라이브에서 공연을 하였다. 몇몇 시청자들은 록 음악을 기대했지만 The National Anthem에서의 조니 그린우드의 전자 악기와 인-하우스 브라스 밴드(Brass band)의 즉흥 연주, Idioteque의 톰 요크의 괴기한 춤을 보고 충격을 받았다. 라디오헤드는 미국으로 도착하자마자 1위로 데뷔한다. 에드 오브라이언은 미국 사람들은 성공을 좋아하며 당신이 1위 음반을 만들었다면 정말 그들은 당신을 좋아하는 것이라 했다. 톰 요크는 "우리는 일주일 동안 비틀즈였다"라고 묘사했다.

## 음악의 스타일

### 영향 받은 것들
Kid A는 1990년대 워프 레코즈의 음악가들, 특히 오테커, 에이펙스 트윈에게서 영향을 받았다. 그리고 70년대의 독일 크라우트 록 밴드들인 파우스트(Faust), 캔 (밴드) , 노이!, 그리고 재즈 뮤지션인 찰스 밍거스(Charles Mingus), 앨리스 콜트래인(Alice Coltrane), 마일스 데이비스에게서 영향을 받았다. 앨범 녹음 기간 동안 초기의 라디오헤드에게 영향을 주었던 밴드 토킹 헤즈의 앨범 Remain in Light에서 영향을 받으며 녹음의 어려운 순간을 겪을 때마다 언더월드의 공연을 보며 위로 받으며 음악의 열정을 되찾았다. 또 밴드는 모 왁스(Mo' Wax) 레이블의 블래칼리셔스(Blackalicious),DJ 크러쉬(DJ Krush)같은 얼터너티브 힙합 음악가들의 음악을 듣기 시작했다.
노래 How to Disappear Completely는 93년 라디오헤드의 싱글 히트 곡 Creep에서 영향을 주었던 아방가르드 팝 가수 스콧 워커(Scott Walker)에서 다시 한번 영향을 받았다. 그리고 관현악 구성은 폴란드의 서양 고전작곡가 크시슈토프 펜데레츠키에서 영향을 받았다. 조니 그린우드는 Kid A 곡 중 일부 곡들은 올리비에 메시앙이 대중화시킨 초기 전자악기인 옹드 마르트노를 연주한다. 올리비에 메시앙은 조니 그린우드의 10대 시절의 존경하는 영웅이기도 하였다. 곡 Idioteque의 샘플들은 컴퓨터 음악의 현대의 서양 고전 음악가들이라 할 수 있는 폴 랜스키(Paul Lansky)와 아서 크레이거(Arthur Kreiger)의 곡에서 가져왔다. 또한 톰 요크는 상처를 준다고 언급한적있는 아주 시끄러운 공중 연설 체계(Public address system)와 클럽에서 들을 수 있는 일렉트로닉 댄스 뮤직에서 영감을 받았다고 한다.
Creep 이전에 작곡된 Motion Picture Soundtrack은 50년대 월트 디즈니 컴퍼니 영화의 음악에서 영감을 받은 곡이다. 톰 요크는 혼자 페달 오르간을 사용해 녹음하였으며, 다른밴드 일원들이 콘트라베이스와 하프를 추가하였다. 당시 조니 그린우드의 관심은 오래된 기술과 새로운 기술의 조화였다. 60년대 조지 마틴과 비틀즈의 기록으로 구성된 이안 맥도날드(Ian MacDonald) 저서의 레볼루션 인 더 헤드(Revolution in the Head)라는 책을 톰 요크는 녹음 기간 동안 읽었다. 또한 그들은 독일의 음악가 캔(CAN)처럼 즉흥적으로 전자음악적인 요소와 조화를 시도했다.
라디오헤드는 예를 들어 6분이상의 길이의 곡이 없으며 그리고 때때로 미니멀리즘 양식과 음악의 질감(texture)에 집중되어 있기 때문에 포스트 록적인 느낌이 난입한다는 이유로 Kid A가 프로그레시브 록 장르의 정체성이 부족하다 언급하였다. 조니 그린우드의 기타 연주는 전 앨범들에 비해 현저하게 줄어들었지만 여전히 Kid A의 대부분 곡에는 기타가 녹음되어있다. 곡 Treefingers는 에드 오브라이언이 기타를 디지털방식으로 녹음해 앰비언트 사운드를 만들었다. 밴드의 음악 양식의 급변화는 U2의 음반 《Zooropa》과 패신저스(Passengers)의 프로젝트 앨범, 밴드 톡 톡(Talk Talk)의 래핑 스톡(Laughing Stock)에 비교되곤 한다.

### 가사
톰 요크는 가사와 음악이 분리될 여지를 막기위해 그들의 데뷔 앨범 Pablo Honey 이후로 두번째로 Kid A의 공식적인 라이너 노츠를 공개하지 않았다. 때때로 톰 요크는 모자 속에 단어와 구절들을 담아 무작위로 꺼내어 조합해 작곡하기도 하였다. 이 작곡법은 트리스탕 차라의 다다이즘방식의 시와 유사한점이 있으며 녹음기간 동안 라디오헤드 공식 사이트에 소개되었기도 하였다. 녹음기간 동안 라디오헤드는 나오미 클라인(Naomi Klein)의 반세계화 운동 저서 노 로고(No Logo)를 읽었으며 공식 사이트에서 팬들에게 이 책을 추천하였으며 앨범제목을 노 로고로 하는걸 고려하기도 하였다. 톰요크는 조지 몬비오트(George Monbiot) 저서인 캡티브 스테이트: 더 코퍼레이트 테이크오버 오브 브리튼(Captive State: The Corporate Takeover of Britain) 또한 영향 받은 것 중 하나로 언급하였다. 또한 개발 도산국의 빛(Debt of developing countries)을 탕감하는 정치 운동에도 영향을 받았다. 그리고 밴드는 세계 자본주의에 대한 생각이 Kid A에 반영되어있어 반 자본주의적인 견해를 가질수있다고 하였다. 2005년 음악 언론인 척 클로스터맨(Chuck Klosterman)은 Kid A가 의도적이진 않지만 9·11 테러와 세계 정세를 절묘하게 예측하고 있다고한다.
톰 요크는 Kid A가 한편으론 물려줄 지구에 모든걸 낭비한 세대에 관한 것일수도 있다고 하였다. 그러나 톰은 Kid A가 정치적인 의미로 해석되는걸 부정하였다. 어떤 곡은 개인적인 곡이며 어떤 곡은 꿈에서 영감을 받은 것이기 때문이다. 또 다른 가사는 톰의 친구의 조언에서 영감을 받은 것이다. How to Disappear Completely의 "I'm not here, this isn't happening"(난 여기에 없어, 이건 일러나고 있지 않아)의 가사는 공연의 부담을 극복하기 위해 마이클 스타이프가 톰에게 한 조언에서 영감을 받은 것이기도 하다. Optimistic의 후렴구 "You can try your best you can, the best you can is good enough"(네 최선을 다해도 돼, 네 최선이라면 충분해)는 톰 요크의 배우자 레이첼 오웬(Rachel Owen)에에서 영향을 받는 것이다. 노래 Everything in Its Right Place는 OK Computer 공연 투어 이후 정신적인 피로로 톰 요크는 말을 제대로 할 수 없게 되어 영향을 준 곡이였다.

## 상(像)

### 비디오 그리고 블립
비전형적인 Kid A 뮤직 비디오는 30초 길이의 영상으로 블립(blips)으로 앨범흥보를 위해 MTV 단편으로 방송되었으며 라디오헤드 홈페이지를 통하여 무료로 공개되었다. 블립은 아티스트 그룹으로 베이퍼 브라더스(The Vapour Brothers)와 사이노라(Shynola)가 참여했다. 대부분 블립영상들은 애니메이션이다. 몇몇작품은 스탠리 돈우드(Stanley Donwood)의 앨범 표지 그림에서 영향을 받았다. 2000년대 후반에는 스튜디오에서 촬영된 전통적인 뮤직비디오인 다른 형식의 Idioteque 연주공연을 공개하였으며, 몇달뒤엔 블립(blips)으로만 구성된 모션 픽쳐사운드트랙(Motion Picture Soundtrack) 뮤직비디오가 공개되었다. 톰요크는 우리들 음악에선 만들수없는 가장 아름다운 단편 영상 이라 설명하였다.

### 삽화
돈우드(Donwood)와 톰요크의 가명인 티쇼크(Tchock)는 컴퓨터 렌더링(rendering)된 산맥과 지면을 화소로 왜곡시켜 앨범표지를 만들었다. 이표지는 가디언지의 1999년 겨울 코소보 전쟁사진에 영향을 받은 것이다. 이 사진으로 돈우드는 자신의 동네에서 일어난것처럼 느꼈다고한다. 또한 빅토리아 시대의 대영 제국식민지 주제의 군사 그림또한 영향을 받았다.
몇몇 그림들은 앨범의 가사보다 좀더 명확하게 정치적인 입장을 보여준경우도 있다. 시디케이스의 붉은 수영장 그림은 예상이 벗어나고 위험이 서서히 나타나는 상태를 표현하였다. 앨런 무어와 빌 신케브치(Bill Sienkiewicz) 만화 브로투라이트 (Brought to Light)에 수영장에 50갤런 피로 채워진 단위이며 CIA가 승인한 테러리즘의 용어에서 영감을 받은 것이며 이 사진에 사로잡힌 돈우드(Donwood)는 전반적인 키드에이 프로젝트에 영향을 주었다. 초기 키드에이 앨범에는 시디트레이에 숨겨진 부클렛 속의 그림이 있었다. 부클렛에는 정치적인 내용이 있었는데 사악한 외모의 영국 총리 토니블레어 그림이 있었다. 스페셜 에디션에는 두꺼운 골판지로된 동아책형식으로 되어있으며 새로운 표지와 세기말 광경과 곰들의 그림이 있다. 비록 비슷한 형식의 그림지만 디지털 인쇄의 찌그러짐 현상은 없어졌다. 첨부된 책에는 세계빙하의 녹는 비율 통계와 환경파괴 주제의 그림들이 있다. 2006년 돈우드와 톰요크는 라디오헤드 앨범 그림작품을 바로셀로나에서 전시하였다. 키드에이에 집중된 그림책과 돈우드의 추상화도 공개되었는데 데드 칠드런 플레이(Dead Children Playing)라는 그림책으로 다시 나오게 되었다.

## 반응
이전 라디오헤드의 록음악에 기대했던 청자들에게 키드에이는 당황할 앨범이다. 앨범 발매전 가디언지의 인터뷰에선 왜 세곡에만 기타가 들어갔으며 왜 일렉트로닉 험(hum) 펄스(pulses) 톤(tones)를 전부 음소거 시켰으며 왜 톰의 목소리는 구분하기 힘들게 되었을까 처음에 키드에이를 들었을땐 당신은 머리를 쮜어짜며 고민할 것이라는 말을 남겼으며 옵저버(Observer)지에선 상업적 유서(a commercial suicide note)라는 비평이 있었다.
초기의 키드에이의 반응은 양극으로 갈라졌었다. 모조(Mojo)지는 처음들었을땐 그저 끔찍하다는 반응을 보였으며 더 뉴요커지의 소설가닉 혼비는 불분명한 목소리와 기타비중이 적다는 부정적인 반응을 보였지만 그래도 독특하고 고유의 개성을 갖고있다는 평을 내렸다 멜로디메이커지의 마크 비온몬트(Mark Beaumont)는 5점만점에 1.5점을 주며 거만하며 나르시즘이 있는 앨범이란 부정적인 평을 내렸다. 올뮤직(AllMusic) 키드에이에 호의적이였지만 오케이컴퓨터 앨범보다 못하다는평을 내렸으며 The NME은 긍정적이지만 두서가 없고 용두사미라는 평을 내렸으며
스핀 (잡지)는 용기있으며 최고의 라디오헤드앨범이란 평을 내렸다. 빌보드지는 대양같은 음악적깊이를 가진 앨범 최초의 21세기의 개척적인 앨범이라는 평을 내렸다. 피치포크 미디어는 백점 만점을 주면서 생존하고 있는 최고의 밴드가 확실하다 라는 찬사를 날렸다.
그후 키드에이는 로스앤젤레스 타임스, 스핀, 멜로디메이커, 모조(Mojo), the NME, 피치포크미디어, Q, 더타임즈, 언컷(Uncut) 그리고 더 와이어(the Wire)지를 포함한 출판물에서 2000년도 최고의 앨범으로 거론된다. 2001년 키드에이는 그래미상에 올해의 앨범후보에 올라왔으며 최고의 얼터너티브 앨범상을 수상한다.
2004년 롤링 스톤지는 키드에이를 500장의 가장 위대한 앨범중 하나로 선정하였다. 그후 2012년 롤링스톤지는 리스트를 수정하였으며 키드에이를 67위로 변경하며 "키드에이는 2000년대 가장 개척적인 록 앨범이다."라는 평을 내렸다. 2005년 피치포크 미디어와 스틸러스(Stylus) 잡지는 지난 5년간 앨범중 최고의 앨범이란 평을 내리면서 피치포크 미디어는 불길하며 초현실적인 고전이 될 그당시의 최고의 앨범이란 평을 내렸다. 2006년 타임 (잡지)지는 위대한 앨범 100장중 하나로 키드에이를 선정하며 백만장을 팔 것 같지 않는 이지리스닝의 반대편에 있는 기묘한 앨범이지만 팝음악도 복잡해질수있다는 신약성서와 같은 앨범이란 평을 내렸다. 2009년 가디언지는 10년동안 최고의 앨범중 2위로 요즘은 음악같다 다른말론 십년 일찍 앞서간 앨범이란 평을 내렸다. 롤링스톤지, 피치포크 미디어, 타임스지는 키드에이를 지난 10년중 최고의 앨범중 하나로 선정하였다.
| 매체                 | 국가     | 수상                                    | 해   | 순위 |
| -------------------- | -------- | --------------------------------------- | ---- | ---- |
| 가디언               | 영국     | 지난 10년동안중 우수한 앨범             | 2009 | 2    |
| 핫 프레스            | 아일랜드 | 역대 최고의 앨범 100장                  | 2006 | 47   |
| Mojo                 | 영국     | 우리시대의 최고의 백장의 앨범 1993?2006 | 2006 | 7    |
| NME                  | 영국     | 역대 최고의 영국의 앨범 100장           | 2006 | 65   |
| 피치포크 미디어      | 미국     | 2000년대 최고의 앨범 200장              | 2009 | 1    |
| 롤링 스톤            | 미국     | 역대 최고의 앨범 500장                  | 2012 | 67   |
| 롤링 스톤            | 미국     | 10년동안 최고의 앨범 100장              | 2009 | 1    |
| 롤링 스톤            | 미국     | 롤링스톤 독자의 최고의 앨범 40장        | 2013 | 6    |
| 스핀 (잡지)          | 미국     | 지난 20년간 최고의 앨범 100장           | 2005 | 48   |
| 스타일러스(Stylus)지 | 미국     | 최고의 앨범 50장 2000?2004              | 2005 | 1    |
| 타임 (잡지)          | 미국     | 역대 최고의 앨범 100장                  | 2006 | *    |
| 타임스               | 영국     | 2000년대 최고의 팝앨범 100장            | 2009 | 1    |

(*) designates unordered list

## 곡 목록
1. "Everything in Its Right Place" – 4:11
2. "Kid A" – 4:44
3. "The National Anthem" – 5:51
4. "How to Disappear Completely" – 5:56
5. "Treefingers" – 3:42
6. "Optimistic" – 5:16
7. "In Limbo" – 3:31
8. "Idioteque" (Radiohead, Paul Lansky) – 5:09
9. "Morning Bell" – 4:35
10. "Motion Picture Soundtrack" – 7:01

## 참여자
라디오헤드
- 콜린 그린우드
- 조니 그린우드
- 에드 오브라이언
- 필 셀웨이
- 톰 요크

| 추가 음악가들 - 앤디부시 - 트럼펫 - 앤디 해밀턴 - 테너 섹소폰 (credited as "tenor horn") - 스티브 해밀턴 -알토 섹소폰 (credited as "alto horn") - 스탠 헤리슨 - 바리톤 섹소폰(etc.) - 마틴 헤스웨이 - 알토 섹소폰 - 마이크 커세이(Mike Kearsey) - 베이스 트럼본 - 리엄 커크맨 - 트럼본 - 마크 록하트 - 테너 섹소폰 - 세인트 존스 오케스트라 - 현악당담 | 기술관련 참가자 - 존 러브복 - 지휘자(conductor) - 폴렌스키(Paul Lansky) - 마일드 앤 라이즈(Mild und leise)곡 샘플을 곡 이디엇데큐(Idioteque)에 사용되었음. - 아서 쿠르거(Arthur Kreiger) - 곡 솟피스(Short Piece) 샘플을 on 이디엇데큐(Idioteque)에 사용되었음. - 나이젤 고드리치 - 프로듀서, 엔지리어링, 믹싱 - 헨리 빈스(Henry Binns) - 리듬부분 샘플을 네셔널 안뎀(The National Anthem)곡에 쓰임 - 크리스 블레어 - 마스터링 - 글레임 스튜어트 - 엔지리어링 - 게라드 나바로 - 엔지리어링 |

## 순위
| 차트 (2000)         | 순위 |
| ------------------- | ---- |
| 영국 음반 차트      | 1    |
| 미국 Billboard 200  | 1    |
| 호주                | 2    |
| 오스트리아          | 5    |
| 벨기에(네덜란드)    | 3    |
| 벨기에 (프랑스)     | 4    |
| 캐나다              | 1    |
| 프랑스              | 1    |
| 독일 롱-플레이 순위 | 4    |
| 아일랜드            | 1    |
| 이탈리아            | 3    |
| 네덜란드            | 4    |
| 뉴질랜드            | 1    |
| 스웨덴              | 3    |
| 스위스란드          | 8    |